# Svatopluk de Bohemia

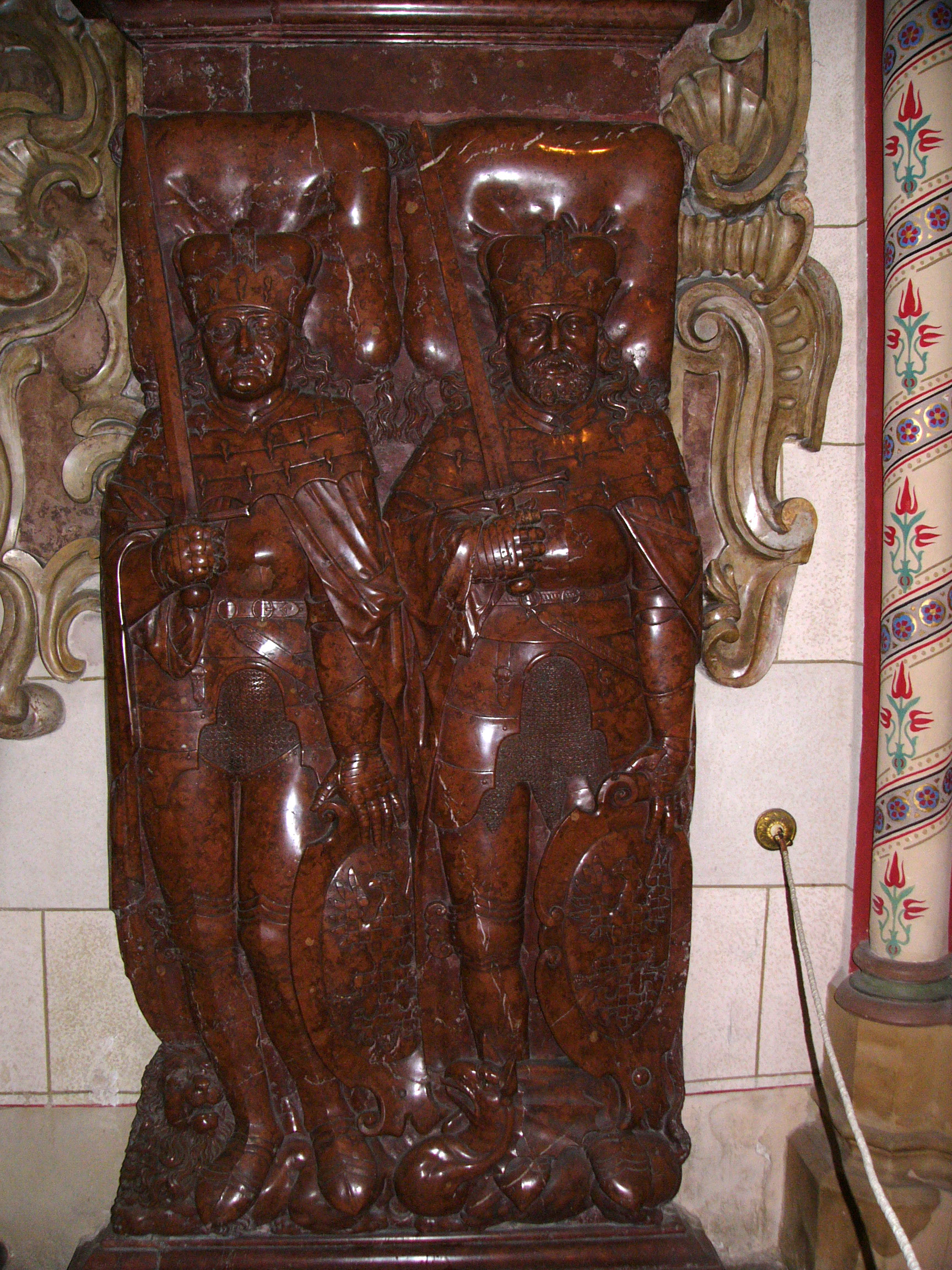
Tumba de Svatopluk y su hijo Wenceslao en la catedral de San Venceslao en Olomouc (República Checa).

Svatopluk (Sventopluk) (¿? – 21 de septiembre de 1109) fue duque de Bohemia desde 1107 hasta su asesinato. Era hijo de Otón I de Olomouc y Eufemia de Hungría y nieto de Bretislao I de Bohemia. 
Duque de Olomouc desde 1091, sentía una profunda enemistad por su primo Borivoj II, al que intentó expulsar, precipitando así una nueva guerra civil. El emperador Enrique V no podía hacer caso omiso a la anarquía que reinaba en Bohemia. Convocó a Svatopluk, que no se atrevió a resistirse, manteniéndole cautivo y obligándole a restaurar a Borivoj. Pronto, Svatopluk y el emperador se reconciliaron. Svatopluk fue liberado, e hizo a Enrique padrino de su nuevo hijo, que fue bautizado Wenceslao Enrique.
Sin embargo, Svatopluk volvió a Bohemia para expulsar a Borivoj. En 1108 el emperador tuvo que intervenir en Hungría en nombre del Príncipe Álmos, contra su hermano, el rey Colomán I. Svatopluk se unió a la expedición, pero tuvo que volver a Bohemia, desde donde Borivoj se había hecho con la ayuda de Boleslao III de Polonia, un aliado de Colomán. Enrique no pudo capturar Presburgo (la actual Bratislava) y Colomán estaba libre para devastar Moravia (parte de los Países Checos). Enrique deseaba vengarse de la intervención polaca que causó su fiasco húngaro. Invadió Polonia con la ayuda de Svatopluk. Svatopluk fue asesinado el 21 de septiembre de 1109 en la tienda del emperador en el Asedio de Glogow por un miembro de la familia Vršovice, cuyo cabeza de familia, Mutina, había mandado decapitar por la ayuda prestada a Borivoj. Fue sucedido por Vladislao I.